# Sam Norton-Knight
Pour les articles homonymes, voir Norton et Knight.
Pas d'image ? Cliquez ici

a Compétitions nationales et continentales officielles uniquement.

b Matchs officiels uniquement.
Dernière mise à jour le 7 janvier 2023.
Sam Norton-Knight, né le 2 décembre 1983 à Canberra dans le Territoire de la capitale australienne en Australie, est un joueur de rugby à XV international australien. Il joue demi d'ouverture, mais il peut jouer à tous les postes de trois-quarts notamment à l'arrière. Il mesure 1,88  m et pèse 88  kg.  

## Carrière

### En club
Il a joué neuf matchs de Super 12 en 2005 avec les Brumbies et quatorze matchs de Super 14 en 2006 avec les Waratahs.

### En équipe nationale
Il fait partie du groupe retenu pour l'équipe d'Australie pour la tournée d'automne 2006.

## Palmarès

### En club
- 66 matchs de Super Rugby.

## Équipe nationale
- 2 sélection pour l'Équipe d'Australie de rugby à XV.
- 5 points (1 essai)
- Sélections par année : 2 en 2007.
- Tri-nations disputé : aucun.
- Coupe du monde de rugby disputée : aucune.